# Heer-Agimont

Heer-Agimont est un village de Belgique sis sur la Meuse (rive gauche), en bordure de la frontière française. Administrativement il fait partie de la nouvelle commune de Hastière, en province de Namur (Région wallonne de Belgique).
Historiquement le village était un village-lien en bord du fleuve desservant deux autres situés sur les hauteurs de Meuse : Agimont (rive gauche) et Heer (rive droite). Dernier village belge sur la route nationale 908 reliant Dinant à Givet (France) il en était le poste frontière. Sa gare (sur la ligne 154) en avait acquis une certaine importance. Depuis 1973 un pont relie les deux rives de la Meuse.

## Particularités
- Deux lignes de chemin de fer passaient à Heer-Agimont : la ligne 154 (Namur-Dinant-Givet), dont le trafic voyageurs est interrompu entre Dinant et Givet, et l’ancienne ligne 156 (Hermeton-Mariembourg-Chimay), aujourd’hui déferrée et aménagée en chemin RAVeL.
- Le pont de Heer-Agimont (sur la Meuse), premier pont à haubans de Wallonie, fut construit de 1971 à 1973 et restauré en 2013.  D’une longueur de 202 mètres il est suspendu à deux pylônes de 40,7 mètres. Il dessert la route nationale 909.

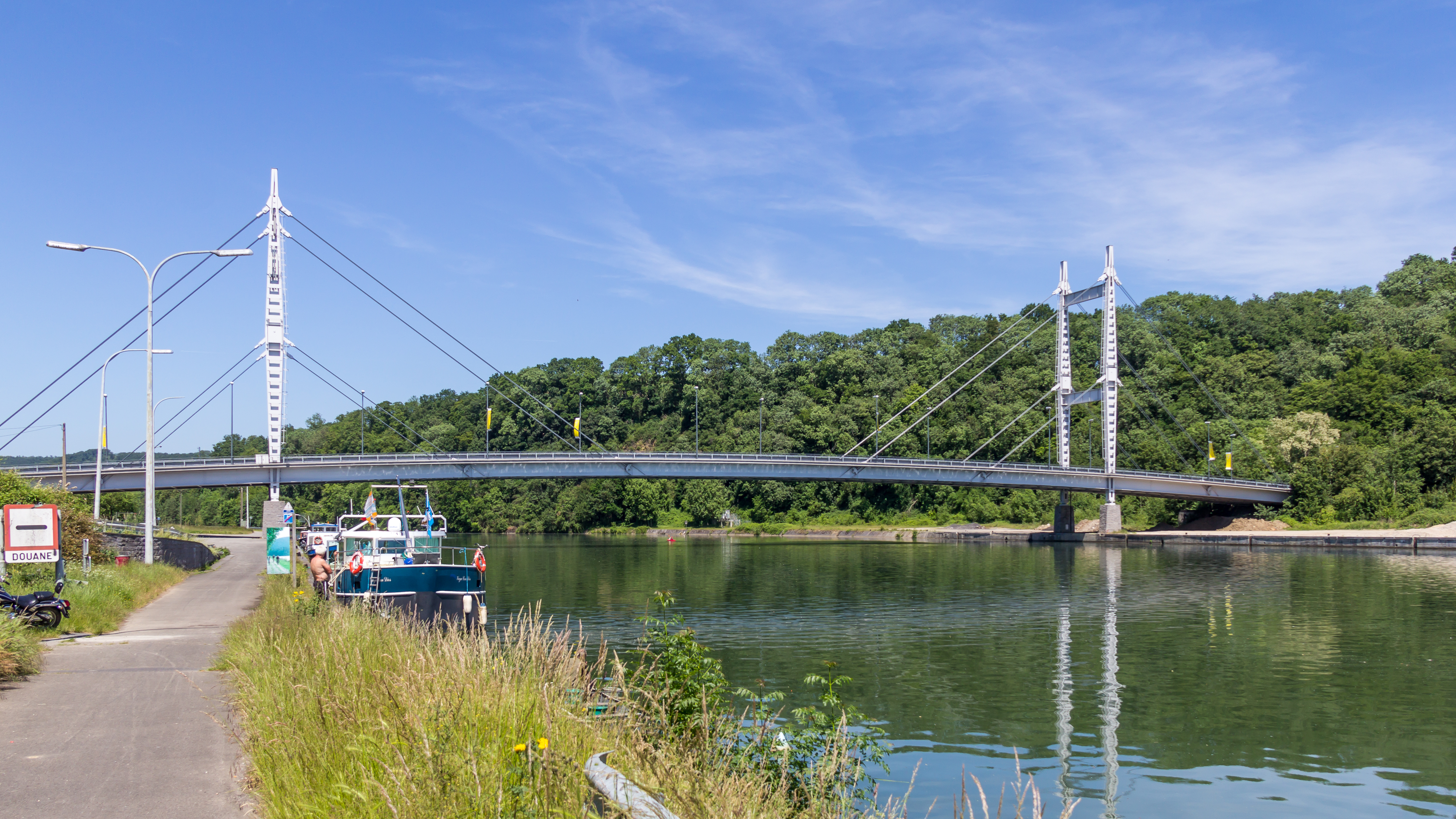
Le pont à haubans sur la Meuse, à Heer-Agimont